# Живорад Михаиловић Шиља
Живорад Михаиловић – Шиља (Крушевац, 5. март 1920 — Београд, 6. октобар 2003) био је новинар, писац, публициста и сценариста.

## Биографија
Рођен је у породици адвоката. Завршио је средњу техничку школу у Косовској Митровици и 1939. године пришао комунистичком покрету и примљен у СКОЈ. Носилац је Партизанске споменице 1941, борац Прве пролетерске бригаде. По завршетку Другог светског рата неколико година радио у Управи државне безбедности, а онда се посветио новинарском позиву, књижевности и публицистици. Своју прву књигу, збирку прича „Путеви“, објавио је 1952. године под именом Ж. М. Баћа. Сценариста је неколико ТВ драма („Двоструки удар“, „Позоришна веза“, „Бело у белом“) и аутор бројних друштвених хроника на радију и телевизији. Добитник је награде "Светозар Марковић" 1971. за свој новинарски рад. Његови романи превођени су на румунски, словеначки и македонски језик.

## Романи
- Гумена потпетица, 1955.
- Ангорске мачке, 1955.
- Последња прозивка, 1959
- У зору заљубљени, 1961.
- Тројица из разреда, 1961.
- Човек са туђим лицем, 1964.
- Дечак из мирне улице, 1964.
- У било који дан, 1964.
- Агент из Берлина, 1965.
- Дечак у свемиру, 1977.

## Публицистика
- Рударска чета, 1953.
- Људи мога града (1918—1945), 1967.
- Како убити слободу 1–3, 1980-1981.
- Покошене косовске истине, 1986.
- Шапутање на пупку, 1988.
- Атентати: хтели су да убију Тита, 1989.
- Подземни рат на Косову и Метохији: 1389-1989, 1989.
- Хебранг: издајник или жртва политичке игре?, 1989.
- Досије, 1989.
- Српски круг ратом, 1989.
- Кошава из дипломатске торбе, 1994.
- Распад, 1996.
- Албански рулет, 1998.